# Amédée Pierrin
Amédée Pierrin est un homme politique français né le 27 juin 1860 à Beauvoir-Rivière (Somme) et décédé le 15 février 1940 à Bellancourt (Somme).
Agriculteur, il est vice-président de la Société des agriculteurs de la Somme et de la caisse du crédit agricole. Maire de Bellancourt depuis 1884, il est sénateur de la Somme de 1920 à 1936, inscrit au groupe de l'Union républicaine. Il s'intéresse essentiellement aux questions agricoles.

## Sources
- « Amédée Pierrin », dans le Dictionnaire des parlementaires français (1889-1940), sous la direction de Jean Jolly, PUF, 1960 [détail de l’édition]